# Cá trê mù
Cá trê mù (Danh pháp khoa học: Horaglanis) là một chi cá ở Ấn Độ thuộc nhóm cá mù trong Họ Cá trê. Có ba loài được biết đến và tất cả chúng đều mù.

## Các loài
Hiện có ba loài đã được ghi nhận
- Horaglanis abdulkalami Subhash Babu, 2012[2]
- Horaglanis alikunhii Subhash Babu & C. K. G. Nayar, 2004
- Horaglanis krishnai Menon, 1950 (Cá da trơn mù Ấn Độ)

## Loài mới
Horaglanis abdulkalami là loài cá được phát hiện trong năm 2012, được xác định trong vũng sâu ở bang Kerala phía nam Ấn Độ. Loài cá trê mù mới này có cơ thể thon, dài, toàn thân màu đỏ, dài 3,8 cm, tên khoa học là Horaglanis abdulkalami theo tên của cựu Tổng thống Ấn Độ là tiến sĩ APJ Abdul Kalam để tôn vinh ông qua những đóng góp cho khoa học và giáo dục. Cá Horaglanis abdulkalami có điểm độc đáo là có thể ăn được chất hữu cơ trong lòng đất.